# Ostedes brunneovariegata
Ostedes brunneovariegata är en skalbaggsart som beskrevs av Stefan von Breuning 1961. Ostedes brunneovariegata ingår i släktet Ostedes och familjen långhorningar. Inga underarter finns listade i Catalogue of Life.